# Duddel Brook
Der Duddel Brook ist ein Wasserlauf in Lancashire, England. Er entsteht nördlich von Ribchester und fließt in südlicher Richtung bis zu seiner Mündung in den Stydd Brook am nordöstlichen Rand von Ribchester.